# Claus Wedekind
Claus Wedekind (* 1966) ist ein Schweizer Biologe. Er führte die Studie MHC-Dependent Mate Preferences in Humans mit Thomas Seebeck (Institut für Allgemeine Mikrobiologie, Universität Bern), Florence Bettens und Alexander J. Paepke durch.

## Biografie

### Ausbildung
Claus Wedekind promovierte von 1990 bis 1994 in Biologie an der Universität Bern. Anschliessend schloss er die Habilitation 1999 an der Universität Bern ab.

### Karriere
Zu Beginn seiner Karriere war er Assistent und schliesslich Dozent an der Universität Bern. An der Eidgenössischen Anstalt für Wasserversorgung, Abwasserreinigung und Gewässerschutz (EAWAG) hatte er 1999 ein Forschungsaufenthalt von mehreren Monaten. Von 1999 bis 2000 war er ein Forschungsstipendiat an der Universität von Utah, Salt Lake City, USA. Daraufhin war er von 2000 bis 2002 Forschungsstipendiat an der Universität Edinburgh, UK und im Jahre 2003 bei der Eidgenössischen Anstalt für Wasserversorgung, Abwasserreinigung und Gewässerschutz (EAWAG). Ab 2004 war er als SNF-Forschungsprofessor an den Universitäten Bern und Lausanne, und 2005 während 8 Monaten als Sarah and Daniel Hrdy Visiting Professor an der Harvard University (MA, USA), tätig. In den Jahren von 2006 bis 2018 arbeitete er als ausserordentlicher Professor für Biologie an der Universität in Lausanne. Seit 2018 ist er an der Universität Lausanne als ordentlicher Professor tätig.

## Experiment der Studie
An der Studie MHC-Dependent Mate Preferences in Humans nahmen 49 Frauen (Durchschnittsalter: 25,2 Jahre) und 44 Männer (Durchschnittsalter: 24,7 Jahre) teil. Die Probanden waren Studentinnen und Studenten der Universität Bern. Die Probanden und Probandinnen kannten sich im Voraus gegenseitig wahrscheinlich nicht, weil sie aus anderen Studiengängen kamen. Alle Männer mussten während einer Sonntag- und Montagnacht ein T-Shirt tragen. Zwischen den Zeiten sollte das T-Shirt in eine offene Plastiktüte gelegt werden. Man sollte ausserdem während dieser Zeit möglichst "geruchsneutral" leben. Dafür bekamen sie parfümfreies Waschmittel und parfümfreie Seife. Sie erhielten eine Liste mit geruchsverursachenden Lebensmittel, welche zu vermeiden waren. Ausserdem eine Liste mit Aktivitäten, welche Gerüche verursachen (wie zum Beispiel sexuelle Aktivitäten). Zudem durften sie keine Deodorants und Parfums verwenden. Der Konsum von Tabak und Alkohol war verboten. Sie sollten alleine in einem Bett schlafen. Die Probandinnen wurden zur Einnahme der Pille befragt, weil die Pille eine Schwangerschaft simuliert und daher als möglicher Störfaktor für die Studie galt. Am darauffolgenden Dienstag mussten die Probandinnen den Geruch von jeweils sechs T-Shirts bewerten. Dabei waren drei T-Shirts von Männern, die dem MHC der Testperson unähnlich waren (durchschnittliche Anzahl der unähnlichen HL-Antigene = 5,9, s.d. = 0,26) getragen und drei, welche ihm ähnlicher waren (durchschnittliche Anzahl der unähnlichen HL-Antigene = 2,7, s.d. = 0,74). Die Präsentation beruhte auf Zufälligkeit und die Probandinnen kannten den Grad der MHC-Ähnlichkeit der Männer nicht. Die T-Shirts wurden bereitgestellt und die Probandinnen mussten nach Intensität (1–10) bewerten und danach wie angenehm und sexy sie den Geruch finden (Bereich 0–10, 5 = neutral). Jeder männliche Geruch wurde von zwei oder mehr Probandinnen bewertet.

## MHC & sexuelle Selektion
Der MHC (Haupthistokompatibilitätskomplex) beschreibt eine Kette von miteinander gekoppelten Genen, welche für die MHC-Antigene oder beim Menschen die sogenannten HL-Antigene codieren. Die Antigene sind in der Zellmembran verankert und spielen eine Schlüsselrolle zur Unterscheidung der körpereigenen und körperfremden Strukturen im Immunsystem.
Es wurde vermutet, dass der MHC eine wesentliche Rolle bei der Auswahl von potentiellen Partnern spielt. Das Immunsystem der Nachkommen wird stärker, je unterschiedlicher die MHC-Gene sind. Deshalb wäre es nützlich ein System zu haben, welches gegensätzliche MHC-Gene erkennt und bei der Auswahl für die Nachkommen bevorzugt. Man hat bei männlichen Mäusen eine Präferenz für Weibchen mit einem unterschiedlichen MHC-Gene feststellen können. Bei Fischen fand man ähnliche Resultate.
Bei der "MHC-Dependent Mate Preferences in Humans" Studie bevorzugte die grosse Mehrheit der Frauen den Geruch von Männern, welche gegensätzliche MHC-Gene haben. Diese Präferenz kehrte sich jedoch bei der Einnahmen von oralen Verhütungsmitteln um. Dabei resultierte die Hypothese, dass die MHC-Gene die Partnerwahl beeinflussen, jedoch dies durch Einnahmen von oralen Verhütungsmitteln beeinträchtigt werden kann.

## Publikationen (Auswahl)
- Detailed information about parasites revealed by sexual ornamentation, 23. März 1992[9]
- Mate choice and maternal selection for specific parasite resistances before, during and after fertilization, 29. November 1994[10]
- MHC-dependent mate preferences in humans, 19. August 1995[11]
- Body odour preferences in men and women: do they aim for specific MHC combinations or simply heterozygosity? 22. Oktober 1997[12]
- The evolution of punishment through reputation | Proceedings of the Royal Society B: Biological Sciences, 22. April 1998[13]
- Viability of brown trout embryos positively linked to melanin-based but negatively to carotenoid-based colours of their fathers, 29. April 2008[14]
- Tackling the diversity of sex determination, 19. August 2009[11]
- The evolution of punishment through reputation, 18. August 2010[15]
- Demographic and genetic consequences of disturbed sex determination, 31. Juli 2017[16]
- A predicted interaction between odour pleasantness and intensity provides evidence for major histocompatibility complex social signalling in women, 9. Mai 2018[17]
- Sperm cryopreservation reduces offspring growth, 25. September 2019[18]

## Ehrungen & Auszeichnungen
- 1992: Volz-Preis (1. Grad), Beste Diplomarbeit in Zoologie
- 1995: Fachpreis Biologie 1995 (Universität Bern), Fakultät für Naturwissenschaften, Universität Bern, Beste Doktorarbeit in Biologie
- 1996: Niko Tinbergen-Förderpreis, Ethologische Gesellschaft e.V., Für die Arbeit über MHC-verknüpfte Geruchspräferenzen beim Menschen[4]

## Vereinsmitgliedschaften
2017-jetzt:
- Gesellschaft für Ökologie und Evolutionsbiologie der Türkei (Ehrenmitglied)
- Amerikanische Fischereigesellschaft
- Europäische Gesellschaft für Evolutionsbiologie
- Gesellschaft für Naturschutzbiologie[4]